# Баймурзино (Мішкинський район)
Байму́рзино (рос. Баймурзино, башк. Баймырҙа) — присілок у складі Мішкинського району Башкортостану, Росія. Адміністративний центр Баймурзинської сільської ради.
Населення — 587 осіб (2010; 579 у 2002).
Національний склад:
- марійці — 99 %